# Turisti della democrazia
| Recensione           | Giudizio |
| -------------------- | -------- |
| Vice (Noisey)        | negativo |
| Onda Rock            | (7.5/10) |
| rockol.it            |          |
| storiadellamusica.it |          |
| SentireAscoltare     | (7/10)   |
| indieforbunnies.com  |          |
| outsidersmusica.it   | (8.0/10) |
| spaziorock.it        | (8/10)   |

Turisti della democrazia è il primo album del gruppo musicale italiano Lo Stato Sociale pubblicato il 14 febbraio 2012 da Garrincha Dischi. La prima edizione ha vinto il Premio SIAE "Miglior Giovane Talento dell'Anno", ricevendo buoni giudizi dalla critica specializzata.
Il 19 febbraio 2013 viene pubblicato Turisti della democrazia Deluxe Edition in doppio CD. Nel secondo disco ogni traccia viene reinterpretata da vari artisti italiani tra cui 99 posse, Gazebo Penguins e Giovanni Gulino dei Marta sui tubi. Il titolo si ispira alle parole dell'ex presidente del consiglio Silvio Berlusconi pronunciate al Parlamento europeo rivolgendosi all'europarlamentare tedesco Martin Schulz, capogruppo socialdemocratico.

## Descrizione
L'album è stato prodotto, registrato e missato da Francesco Brini (dei progetti musicali Pinktronix e Swayzak) e Matteo Romagnoli presso gli studi Spektrum Studio di Bologna e Donkey Studio di Medicina. Fa eccezione la prima traccia, Abbiamo vinto la guerra, prodotta, registrata e missata da Lorenzo Montanà e Gianluca Lo Presti presso il Loto Studio di Forlì. Il mastering è invece avvenuto nello studio Optimum Mastering Ltd di Bristol, Regno Unito per conto di Shawn Joseph.
Le illustrazioni sono state realizzate da Sarah Mazzetti.

## Tracce
Testi e musiche di Alberto Cazzola, Lodovico Guenzi, Alberto Guidetti.
1. Abbiamo vinto la guerra – 4:48
2. Mi sono rotto il cazzo – 4:55
3. Cromosomi – 5:20
4. Vado al mare – 3:36
5. Sono così indie – 4:30
6. Maiale – 2:58
7. Ladro di cuori col bruco – 5:08
8. Amore ai tempi dell'Ikea – 4:36
9. Quello che le donne dicono – 3:49
10. Pop – 4:13
11. Seggiovia sull'oceano – 5:24

Durata totale: 49:17

### CD2 Deluxe edition
Testi e musiche di Alberto Cazzola, Lodovico Guenzi, Alberto Guidetti.
1. L'Officina della Camomilla – Abbiamo vinto la guerra – 4:27
2. Lo Stato Sociale – Mi sono rotto il cazzo (feat. 99 Posse) – 5:26
3. Matteo Costa & the Nanny Nanny's – Cromosomi – 3:31
4. Management del Dolore Post-Operatorio – Vado al mare – 3:49
5. Gazebo Penguins – Sono così indie – 3:20
6. L'orso – Maiale – 3:47
7. The Bank vs. Giovanni Gulino – Ladro di cuori col bruco – 5:21
8. June Miller – Amore ai tempi dell'Ikea – 3:54
9. Ex-Otago – Quello che le donne dicono – 3:39
10. Enrico Farnedi – Pop – 3:39
11. Nicolò Carnesi – Seggiovia sull'oceano – 5:13
12. Magellano – Amore ai Tempi dell'Ikea – 4:53
13. The Supermen Lovers – Pop (Remix) – 6:06
14. Skillaci – Quello che le donne dicono (Remix) – 4:44
15. Frank Agrario – Maiale (Remix) – 4:26
16. Digi G'Alessio – Mi sono rotto il cazzo (Remix) – 2:23
17. Swayzak – Ladro di cuori col bruco (Remix) – 4:35
18. After Crash – Amore ai tempi dell'Ikea (Remix) – 4:27

Durata totale: 77:40

## Formazione[1][14]

### Gruppo
- Alberto Cazzola - voce, basso
- Francesco Draicchio - sintetizzatori
- Lodovico Guenzi - voce, chitarre, pianoforte e sintetizzatori
- Alberto Guidetti - drum machine, sintetizzatori e voce
- Enrico Roberto - voce, cori

### Altri musicisti
- Nicola Manzan - violino e Fender Rhodes in Amore ai tempi dell'Ikea
- Luca Leonelli - violoncello in Amore ai tempi dell'Ikea
- Elia Dalla Casa - sax baritono, sax tenore e sax contralto in Amore ai tempi dell'Ikea e Quello che le donne dicono
- Laura Agnusdei - sax contralto in Amore ai tempi dell'Ikea
- Lorenzo Montanà - chitarra in Abbiamo vinto la guerra
- Toto (I Camillas) - voce di Lidia in Ladro di cuori col bruco
- Matteo Romagnoli - cori in Cromosomi, Amore ai tempi dell'Ikea e Pop